# Иоасаф (Лисянский)
Епископ Иоасаф (в миру Иван Иосифович Лисянский; 29 августа 1715, Псков — 1 мая 1769, Архангельск) — епископ Русской православной церкви, епископ Архангелогородский и Холмогорский.

## Биография
Был сыном священника, учился в Псковской духовной семинарии.
В 1737 году принял монашеский постриг в Псково-Печерском монастыре.
С 1743 года в сане иеродиакона был ризничим Псковского архиерейского дома. С 4 апреля 1753 года — архимандрит Псковского Спасо-Мирожского монастыря.
19 октября 1761 года назначен, а 2 декабря 1761 года хиротонисан во епископа Архангелогородского и Холмогорского. В епархию приехал в марте 1762 года.
Он перенёс пребывания епископа из Холмогор в Архангельск и жил сначала в Архангельском монастыре, а затем в выстроенном им архиерейском доме.
В бывшей архиерейской резиденции — Холмогорском Спасо-Новоприлуцком монастыре — была размещена духовная семинария.
В ходе секуляризационных мероприятий Екатерины II епископу Иоасафу удалось сохранить 10 из 24 монастырей.
Скончался 1 мая 1769 года. Погребен в Холмогорском Преображенском соборе. При погребении его не было никакого архиерея по отдалённости епархии.